# 3380 Awaji
A 3380 Awaji (ideiglenes nevén 1940 EF) a Naprendszer kisbolygóövében keringő, a Koronis-családba tartozó kisbolygó.
1940. március 15-én fedezte fel Kulin György a Svábhegyi Csillagvizsgálóban. A számozott kisbolygók közül ez a legkésőbbi, Kulin Györgynek tulajdonított felfedezésű égitest. Április 2-án és 12-én is észlelték Budapesten, április 4-én és 12-én pedig Turkuban. Ezután az 1970-es években futott rá néhány felvételre, végleges azonosítására az 1980-as évek elején került sor. Nevét a japán Avadzsi-szigetről kapta, mely a sintó vallás szerint az első szárazföld volt, melyet az istenek megteremtettek.